# Lispocephala seminitida
Lispocephala seminitida är en tvåvingeart som beskrevs av Malloch 1928. Lispocephala seminitida ingår i släktet Lispocephala och familjen husflugor. Inga underarter finns listade i Catalogue of Life.